# 通讯社

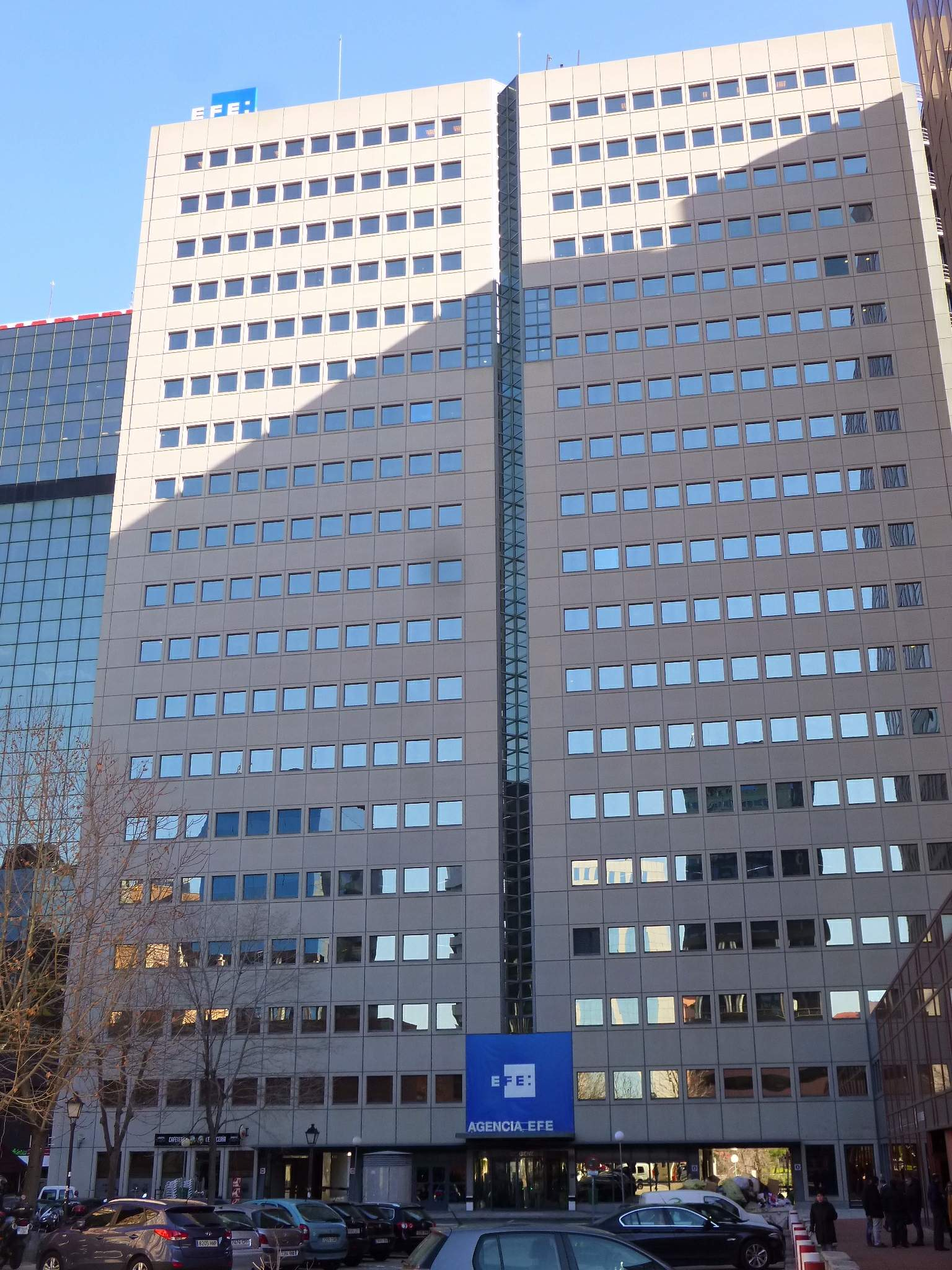
埃菲社

通讯社（英語：News Agency）指的是收集新闻报道并出售给订阅其新闻机构的组织，这些机构可以是报社、杂志社、广播电台或电视台等。在英语环境中，通讯社还可以写作、或。
尽管世界各地有许多通讯社，但全球最大的三家通讯社则分别是：美联社、路透社和法新社。这三大通讯社在全球各地区均设有办事处，报道范围涵盖所有领域。这三大通讯社都遵循同一理念，即向所有订阅用户提供统一的客观的新闻内容；同时拒绝向保守派或自由派新闻机构提供额外的不同的新闻报道。英国记者兼分析家乔纳森·芬比是如此阐释这一理念的。
|                               | 为了获得如此广泛的接受，这些机构都避免明显的偏向性。可被查证的新闻是它们交易的货物。传统上，它们需要为新闻报道所承担的责任较低，因为这些新闻报道源自发言人、新闻机构或其他来源。它们避免做出判断，也极力避免怀疑和模棱两可。尽管它们的创始人没有使用这个词，但是客观性是其组织的基本理念；——如果不使用“客观性”这个词，则可以形容成广为接受的中立性。 |
| ——乔纳森·芬比，《国际通讯社》 | |

与报业辛迪加的区别在于，报业辛迪加是将其内容出售给某个地区的具体客户，而通讯社则是出售给所有感兴趣的团体。

## 发展历史

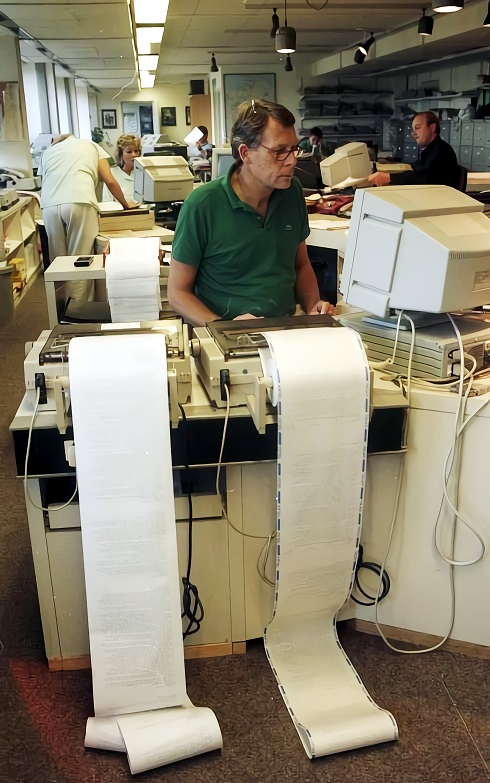
路透社波恩分社（摄于1988年）

由于只有少数报社负担得起在总部以外的城市建立分支机构，因此它们为了获取其他城市的新闻就需要依靠通讯社。1835年，全球第一家通讯社——哈瓦斯通讯社在法国成立；随后到了1846年，美国的美联社也正式成立。哈瓦斯通讯社的两名前雇员从这里辞职之后分别于1849年在德国创立了沃尔夫通讯社和于1851年在英国创立了路透社；哈瓦斯通讯社则发展成了现在的法新社。在报道国际新闻时，这些通讯社各有侧重点。例如法新社的报道重点在法兰西帝国、南美洲和巴尔干地区，并与其他地区的通讯社共享新闻。在法国，根据哈瓦斯通讯社与法国各省省级报社所签订的标准合同，哈瓦斯通讯社每天向这些报社提供1800行电报的文字内容，而它每年则收取订阅费约1万法郎。而其他机构则负责提供专栏及虚构作品。
1830年代，法国就出现了几家通讯社。其中哈瓦斯通讯社于1835年有巴黎翻译和广告代理商查理斯-路易斯·哈瓦斯创立，旨在向外国客户提供有关法国的新闻。到了1840年代，哈瓦斯通讯社开始逐步将法国其他通讯社并入到它的旗下。最后，哈瓦斯通讯社演变成今天的法新社。哈瓦斯通讯社的两名员工伯恩哈德·沃尔夫和保罗·路透在日后成立两家竞争通讯社；伯恩哈德在1849年于柏林成立了沃尔夫通讯社，而保罗则在1851年于伦敦成立了路透社。古列尔摩·斯蒂法尼在都灵于1853年成立了斯蒂法尼通讯社，这家通讯社后来在19世纪中叶到第二次大战期间发展成为意大利最重要的通讯社。
随着电报机在1850年代取得了发展，英国、德国、奥地利和美国等国家纷纷建立起强大的国家通讯社。尽管各国政府为推广电报做出了努力，例如法国在1878年制订了电报相关法律。这些法律都受到了英国《1869年电报法》的影响，为电报公司及其业务的国有化铺平了道路，但电报的成本却始终没有降下来。
在美国，受“跨洋出版诉美联社案（Inter Ocean Publishing v. Associated Press）”的判决影响，所有的通讯社不得拒绝任何报社成为它们的客户。随着报业的蓬勃发展，美联社在美国境内开始受到1907年成立的合众国际社及1909年由报纸出版人威廉·赫斯特成立的国际通讯社的挑战。
在巨大的美国市场推动下，再加上当时广播电台取得了极大的成功，美国的三大广播机构都要求通过1927年8月26日的协议以解除那些卡特尔通讯社。美国的广播机构们关心的是在第一次世界大战结束后，欧洲那些寻求在本国建立国家通讯社的案例可以在美国复制成功。由于战争审查制度的影响，路透社的影响力受到削弱，这导致英联邦国家与亚洲地区国家的通讯社展开了合作，而这两个地区正是路透社的报道强势领域。
第二次世界大战结束后，国家通讯社的建立进度得到了进一步加速；特别是前殖民地国家在独立前，纷纷建立了由本国独立政府运作的国家通讯社。此时的路透社开始寻求合作，并取得了财务上的突破，而且还帮助美国将其国内的通讯社从三家削减到一家。也是在这个时候，西班牙的埃菲社和法国的法新社都解决了其国际化的问题。
1924年，贝尼托·墨索里尼将斯蒂法尼通讯社交由曼里奥·莫尔加尼领导，莫尔加尼将斯蒂法尼通讯社在意大利国内和国外的业务都发展得更加强大。斯蒂法尼通讯社在1945年被解散，其技术结构和组织都移交给了安莎通讯社。沃尔夫通讯社在在1934年被德国纳粹政府接管；而路透社时至今日依旧是全球主要的国际通讯社。1865年，路透社与查理斯-路易斯·哈瓦斯及伯恩哈德·沃尔夫的儿子们签署合作协议并组成了卡特尔，这为路透社在欧洲所有地区的报道都找到了合作的通讯社。
自1960年以来，各主要通讯社的发展的得到了新的际遇。随着杂志和电视媒体的蓬勃发展，这些机构对通讯社在照片和视频方面的需求大大增加。例如在法国，这些机构的需求占据市场的三分之二以上。

## 商业服务
通讯社可以是一家出售新闻的商业公司，例如：新闻联合会、汤森路透、合众国际社等。而像印度报业托拉斯这样的通讯社则会选择与大型传媒公司合作，集中制作它们的新闻并分享当地的地方新闻；一些主要通讯社（例如美联社、法新社和美国新闻通讯社）或会重新选择它们的新闻并重新发行。同时，各国政府也会控制一些通讯社，比如中国的新华社、法国的法新社和俄罗斯的塔斯社等。除此之外，其他还有一些国家通过资助也部分控制了一些通讯社。这些政府直接或间接掌控的通讯社也会采用其他通讯社的新闻。商业财经类电讯社则是向企业收费来发布新闻，例如美国商业资讯、环球电讯社、新闻稿公司（Newsfile Corp）、美通社、公关新闻、西哲恩等。
主要通讯社通常会准备一些硬核的新闻故事或专题报道，其他新闻机构可以直接使用或修改后使用；然后这些新闻机构还可以再将自己转载的报道出售给另外一些新闻机构。新闻机构以电子方式通过有线渠道批量提供这些文章。它们过去是以电报，而现在则以互联网。企业用户、个人用户、分析机构及情报机构也会订阅通讯社的服务。
统称为“另类媒体”的新闻来源向社会及大众提供由它们所定义的“非企业观点”的新闻报道，并自认为这种新闻报道与传统的由大企业或政府掌控的通讯社所发布的新闻报道所表达的观点形成了鲜明对比。基于互联网的另类通讯社成为了这种新闻源的一种重要组成部分。

## 联合组织
在国际上，通讯社有一些联合组织。有基于地缘因素而组建的新闻联合会，比如面向欧洲的欧洲新闻社联盟和面向亚太地区的亞洲－太平洋通訊社組織；还有基于媒体类型的联合会，比如面向新媒体的移动资讯与新闻数据服务国际。

## 主要代表
| 通讯社名称                 | 简称       | 所属国家 / 地区 |
| -------------------------- | ---------- | --------------- |
| 法国新闻社（）             | 法新社（AFP） | 法國            |
| 埃菲通讯社（）             | 埃菲社（EFE） | 西班牙          |
| 全国报业联合社（Agenzia Nazionale Stampa Associata）         | 安莎社（ANSA） | 義大利          |
| 联合通讯社（）             | 美联社（AP） | 美国            |
| 巴基斯坦联合通讯社（）     | 巴联社（APP） | 巴基斯坦        |
| 澳大利亚联合通讯社（）     | 澳联社（AAP） |                 |
| 加拿大聯合通訊社（）       | 加通社（CP） | 加拿大          |
| 阿塞拜疆国家新闻社（）     | 阿新社（AZƏRTAC） |                 |
| 彭博新闻社（）             | 彭博社     | 美国            |
| 中央通讯社（）             | 中央社（CNA） | 中華民國        |
| 中国新闻社（）             | 中新社（CNS） | 中华人民共和国  |
| 捷克新闻通讯社（）         | 捷通社（ČTK） | 捷克            |
| 德意志新闻社（）           | 德新社（DPA） | 德国            |
| 道琼斯电讯社（）           |            | 美国            |
| 阿联酋通讯社（）           | 阿通社（） | 阿联酋          |
| 欧洲新闻图片社（）         | 欧新社（） | 德国            |
| 法斯通讯社（）             | 法斯社（） | 伊朗            |
| 伊朗伊斯兰共和国通讯社（） | 伊通社（） | 伊朗            |
| 国际文传电讯社（）         |            | 俄羅斯          |
| 时事通信社（）             | 时事社     | 日本            |
| 朝鲜中央通讯社（）         | 朝中社（） |                 |
| 共同通讯社（）             | 共同社     | 日本            |
| 马来西亚国家新闻社（）     | 马新社（） | 马来西亚        |
| 印度报业托拉斯（）         | （）       | 印度            |
| 路透通讯社（）             | 路透社     | 英国            |
| 今日俄罗斯通讯社（）       | 今日俄罗斯 | 俄羅斯          |
| 俄通社-塔斯社（）          | 俄塔社（） | 俄羅斯          |
| 瑞士通讯社（）             | 瑞通社（） | 瑞士            |
| 阿拉伯叙利亚通讯社（）     | 叙通社（   | 叙利亚          |
| 新南斯拉夫通訊社（）       | 南通社（） | 塞爾維亞        |
| 印度联合新闻社（）         | 印联社（） | 印度            |
| 乌克兰国家通讯社（）       | 乌通社（） | 乌克兰          |
| 乌克兰独立新闻社（）       | （）       | 乌克兰          |
| 烏克蘭國際文傳電訊社（）   |            | 乌克兰          |
| 合众国际社（）             | 合众社（） | 美国            |
| 越南通讯社（）             | 越通社（） | 越南            |
| 新华通讯社（）             | 新华社（） | 中华人民共和国  |
| 韩国联合通讯社（）         | 韩联社（YNA） |                 |

## 延伸阅读
- Jonathan Fenby.  Illustrated Edition. New York City: Schocken Books. 1986  [2020-06-10]. ISBN 9780805239959. （原始内容存档于2020-06-14）.
- Oliver Gramling.  Illustrated Edition. New York City: Farrar and Rinehart, Incorporated. 1940  [2020-06-10]. （原始内容存档于2020-06-10）.
- Peter Kenny.  (M.Phil (Journalism)论文). University of Stellenbosch. 2009  [2020-06-10]. （原始内容存档于2021-03-03）.